# Премия Абрахама Пайса в области истории физики
Премия Абрахама Пайса в области истории физики (англ. Abraham Pais Prize for History of Physics) — награда, присуждаемая ежегодно «за выдающиеся научные достижения в области истории физики». Премия учреждена в 2005 году совместно Американским физическим обществом и Американским институтом физики. Награда названа в честь известного физика-теоретика и историка науки Абрахама Пайса (1918—2000). Размер премии составляет 10 тыс. долларов США.

## Список лауреатов
- 2005 — Мартин Дж. Клейн
- 2006 — Джон Хейлброн
- 2007 — Макс Джеммер
- 2008 — Джеральд Холтон
- 2009 — Стивен Браш[нем.]
- 2010 — Рассел Маккормак[англ.]
- 2011 — Сильван Швебер
- 2012 — Лиллиан Ходдесон[англ.]
- 2013 — Роджер Стьювер[англ.]
- 2014 — Дэвид Кэссиди[англ.]
- 2015 — Спенсер Уирт
- 2016 — Аллан Франклин[нем.]
- 2017 — Мэри Джо Най[англ.]
- 2018 — Питер Галисон[англ.]
- 2019 — Хельге Краг
- 2020 — Дитер Хоффман[нем.]
- 2021 — Хасок Чан[англ.]
- 2022 — Патрисия Фара[англ.]
- 2023 — Юрген Ренн[англ.]
- 2024 — Вирджиния Тримбл[англ.]
- 2025 — Майкл Риордан[англ.]